# Мэнипенни, Джордж
Джордж Вашингтон Мэнипенни (англ. George Washington Manypenny; 1808 — 15 июля 1892) — американский юрист, журналист и правительственный чиновник, был уполномоченным по делам индейцев с 1853 по 1857 год. Он неоднократно критиковал американское правительство за проводимую по отношению к индейским народам политику.

## Биография
Джордж Мэнипенни родился в 1808 году в городе Юнионтауне в штате Пенсильвания. В 1830 году он переехал в Огайо и поселился в Сент-Клерсвилле. После переезда в Сент-Клерсвилл Мэнипенни стал редактором и владельцем St. Clairsville Gazette. Ему также  принадлежала дилижансовая линия, которая проходила по Национальной дороге из Мэриленда в Огайо, и он служил суперинтендантом участка Национальной дороги. В 1838 году Мэнипенни переехал в город Зейнсвилл. Он работал подрядчиком на строительстве первой плотины и канала в этом городе на реке Маскингум. В 1842 году Мэнипенни был принят в коллегию адвокатов в округе Маскингум. Он занимался юридической практикой и служил секретарём окружного суда в Зейнсвилле с 1841 по 1846 год.
В 1853 году Мэнипенни был кандидатом на пост губернатора штата Огайо от Демократической партии, но проиграл выдвижение Уильяму Медиллу. Он был назначен уполномоченным по делам индейцев при администрации президента США Франклина Пирса, занимая этот пост с 1853 по 1857 год. За время своего пребывания в должности он отвечал за урегулирование 52 договоров, многие из которых были заключены в Канзасе и Небраске с местными индейскими племенами.
После ухода с должности Мэнипенни переехал в столицу штата Огайо город Колумбус. С 1859 по 1862 год он был редактором газеты The Ohio Statesman. Мэнипенни баллотировался в качестве кандидата от Демократической партии в Сенат Соединённых Штатов, но проиграл на собрании демократов. В 1876 году он был назначен председателем специальной комиссии по расследованию проблем, которые привели к войне за Чёрные Холмы. Комиссия в начале сентября прибыла в агентство Красного Облака. К концу октября индейские лидеры резервации Грейт-Су уступили давлению американских властей и согласились с потерей западных территорий. Мэнипенни позже вспоминал — «Иногда они рассказывали свои истории о несправедливостях с такой страстной искренностью, что наши лица краснели от стыда». После того, как полковник Рэналд Маккензи атаковал и уничтожил лагерь северных шайеннов 25 ноября 1876 года, Мэнипенни выступил в защиту индейцев, заявив, что они находились на территории, где имели право жить и охотиться согласно договору 1868 года. В 1880 году он возглавлял правительственную комиссию к племени ютов.
В 1880 году Мэнипенни написал книгу «Our Indian Wards», в которой подробно описал множество несправедливостей, совершённых по отношению к индейцам. Он писал — «Такова обычная практика наших войск — находясь в экспедициях, убивать индейцев, где бы они не повстречались, не потрудившись установить их вину или невинность». Джордж Мэнипенни умер 15 июля 1892 года в своем доме в городе Буи в штате Мэриленд.